# Bandolero (groupe)
Pour les articles homonymes, voir Bandolero.
Bandolero est un groupe français de funk et disco, actif entre 1983 et 1989. Il est formé en 1983 par les frères Perez (Carlos et José) et Gilles Boulzak dont le manager est Alexis Quinlin. Le groupe est principalement connu pour son succès sans lendemain, Paris Latino sorti en 1983.

## Histoire
En 1977, ils faisaient partie du groupe punk les Guilty Razors avec Tristam Nada (plus tard chanteur de Bonne bonne humeur ce matin), et Jano Homicid, un ancien membre du collectif des Musulmans fumants, avant que le groupe ne se sépare en 1979.
Leur seul et unique véritable tube est en 1983 avec Paris Latino, dont trois millions de disques seront vendus. Avec un son plutôt funk-disco-pop, le titre sera repris par la suite par les élèves de la saison 2 de Star Academy (numéro 1 du Top 50 en 2003). La version originale est classée n°1 du hit-parade d'Europe 1 et de celui de RTL en 1983, n°1 en Espagne[réf. nécessaire], no 2 des hit-parades allemand[réf. nécessaire], italien et suisse, n°3 du Top 50 en France en novembre 1983 et à la 19e place en Belgique. En 2003, le single Café de Paris par Horny United Welcomes Just 4 Funk échantillonne Paris Latino.
Carlos a remonté Bandolero avec sa compagne, la chanteuse Manuela, en 1987 sans rencontrer de succès. Il meurt en 1998[réf. nécessaire].
José démarre une tentative solo produite par son ami Alexis Quinlin en 1985 pour le label New Deal sous le nom de José Lucas avec le single Tour du monde. Après, il arrête tout puis se lance dans les années 1990 dans la musique électronique, l'ambient-house-funk sous le nom de JoanJo et a sorti différents morceaux dans des labels anglais et internationaux. Il a également collaboré à des remix de Boney M. et a travaillé avec Jean-Robert Beaumier, pionnier de la house française. Il s'installe en Thaïlande[réf. nécessaire].
Jill Merme-Bourezak crée de la musique électronique underground et expérimentale et collabore régulièrement à des projets avant-garde[réf. nécessaire].

## Discographie

### Compilation
- 2011 : Référence 80: Bandolero

### Singles
- 1983 : Paris Latino
- 1984 : Cocoloco
- 1985 : Conquistador (promotionnel)
- 1988 : Bagatelle
- 1989 : Rêves noirs